# August Medicus
August Medicus (* 31. Januar 1882 in Röttingen im Landkreis Würzburg; † 10. April 1947) war ein deutscher Verwaltungsjurist und Bezirksoberamtmann.

## Leben
Nach dem Besuch des  Johannes-Turmair-Gymnasiums in Straubing und dem Abitur am Descartes-Gymnasium in Neuburg an der Donau studierte August Medicus Rechtswissenschaften an der Ludwig-Maximilians-Universität München, gehörte seit 1900 der Burschenschaft Danubia München an und legte die erste juristische Staatsprüfung ab. Er leistete seinen Militärdienst als Einjährig-Freiwilliger und absolvierte den dreijährigen Vorbereitungsdienst (Referendariat). 1907 folgte das Große juristische Staatsexamen mit der Note II 11/40. Zum 1. Juli 1908 erhielt er eine Anstellung als Regierungsakzessist und wurde zum 1. Oktober 1912 Assessor beim Bezirksamt Kemnath. Er musste Kriegsdienst leisten und war zuletzt Hauptmann der Landwehr. Nach dem Krieg wurde  er als Bezirksamtmann mit der Leitung des Bezirksamtes Freising betraut, wo er zum 1. April 1920 als Bezirksoberamtmann übergeleitet und 1927 zum Regierungsrat ernannt wurde. Zum 1. August 1929 übernahm er als Bezirksamtsvorstand die Leitung des Bezirksamtes Neustadt (Waldnaab) als Nachfolger von Hans Hausmann. Dieses Amt hatte er bis zu seinem Wechsel am 16. Mai 1933 als Bezirksamtsvorstand in Landau an der Isar inne. Dort blieb er bis zum Jahresende 1937 und wechselte durch Versetzung zur Regierung von Ober- und Mittelfranken (von 1933 bis 1948 hatten Ober- und Mittelfranken eine gemeinsame Regierung). Diese Maßnahme war darauf zurückzuführen, dass Medicus kein überzeugter Nationalsozialist war und den Parteigenossen in der Funktion als Bezirksoberamtmann ein Dorn im Auge war. Zum 1. November 1942 wurde er zum Oberregierungsrat ernannt und  am 1. August 1946  seines Amtes enthoben mit der Folge, dass er und seine Familie ohne Gehalt oder Pensionsansprüche auskommen mussten. So versuchte er, durch den Verkauf seiner Ölbilder den Lebensunterhalt sicherzustellen. Nach seinem Tod kämpften seine Witwe und der älteste Sohn für eine Hinterbliebenenversorgung, die schließlich ein Jahr nach Medicus' Tod bewilligt wurde.
Medicus war zum 1. Mai 1935 in die NSDAP eingetreten (Mitgliedsnummer 3.650.054).